# 히라쓰카 마키
히라쓰카 마키(일본어: 平塚 万貴, 1998년 8월 11일 ~ )는 일본의 여자 축구 선수이다.

## 구단 경력
나데시코 리그의 INAC 고베 레오네사, 오카야마 유노고 벨, 버니즈 교토 SC, 에히메 FC, AS 하리마 앨비언에서 활동했다.

## 국가대표팀 경력
그녀는 2014년 FIFA U-17 여자 월드컵에 참가할 일본 U-17 국가대표팀에 발탁되었으며, 4경기에 출전, 1득점을 기록했으며 우승에 기여했다.